# 陳國顙
陳國顙（越南语：／；1252年—1313年）是越南陳朝時期的一位宗室、將領。他是興道王陳國峻（陳興道）的第三子，封興讓王（越南语：／）。
陳國顙出生在大越的安生（今廣寧省東潮市），這個地方是陳太宗分封給陳國顙祖父陳柳的封地。陳柳對陳太宗搶奪自己妻子之事一直耿耿於懷，臨終前要求陳國峻奪取天下。然而不久以後，蒙古軍隊大舉侵犯大越陳朝。在大敵壓境的時刻，陳國峻選擇與陳太宗的兒子昭明王陳光啓並肩作戰。
陳國峻在詢問了兩個十分信賴的家奴之後，決定放棄父親的遺願，為陳朝朝廷效忠。陳國峻隨後詢問了兩個兒子——興武王陳國巘和興讓王陳國顙的意見。陳國巘支持他的主張；而陳國顙卻認為應該像宋太祖那樣趁機奪取後周的天下。陳國峻大怒，拔劍欲殺之，被陳國巘勸止。自此之後，陳國峻與陳國顙斷絕了父子關係。
陳國顙的事蹟在《大越史記全書》中記載不多。他曾於蒙古第二次入侵的時候，與兄長陳國巘一起，在父親的麾下作戰，戰後被升為節度使。1297年，陳國顙跟隨昭文王陳日燏，鎮壓了一場叛亂。
陳國顙既是欽慈皇后的同胞兄弟，又是順聖皇后的父親。因此，陳國顙是陳英宗的舅父兼岳父。通過這層關係，陳國顙後來得以執掌朝政。1307年，占城國王制旻逝世，陳英宗遣陳克終出使占城，欲將玄珍公主迎歸。陳國顙認為這樣做將會造成嚴重後果，力圖勸阻，但英宗不聽。
1313年陰曆三月，陳國顙逝世。朝廷追贈太尉之職。他的兒子文惠王陳光朝也是朝廷高官。
有時候越南人會把陳國顙和慧中上士陳國嵩混淆在一起，這個錯誤最早來源於裴輝璧編纂的《皇越文選》。陳國顙的墳墓位於今廣寧省錦普市，人們在那裡建了一座寺廟祭祀他。